# Іляву
І́ляву (порт. Ílhavo; МФА: [ˈi.ʎɐ.vu]) — муніципалітет і місто в Португалії, в окрузі Авейру. Розташований у північно-західній частині країни, на березі Атлантичного океану, на теренах історичної португальської провінції Бейра. Належить до Авейрівської діоцезії Католицької церкви в Португалії. Права міського самоврядування має з 1296 року. Поділяється на 4 парафії. За адміністративним поділом, чинним до 1976 року, був складовою провінції Берегова Бейра. Площа муніципалітету — 73,48 км², населення муніципалітету — 38598 ос. (2011); густота населення — 525,29 осіб/км²
. Патрон — святий Спаситель. Святковий день муніципалітету — 1-й понеділок після Пасхи. Поштовий індекс — 3830.  Код місцевої адміністративної одиниці — 0110. Складова статистичного регіону Центр.

## Назва
- І́ляву (порт. Ílhavo, МФА: [ˈi.ʎɐ.vu]) — сучасна португальська назва.
- І́ляво (порт. Ilhavo) — старопортугальська назва.
- Іллабій, або Іллавій (лат. Illiabum) — середньовічна латинська назва.

## Географія
Іляву розташоване на північному заході Португалії, на південному заході округу Авейру.
Місто розташоване за 5 км на південь від міста Авейру.
Іляву межує на півночі та сході з муніципалітетом Авейру, на півдні — з муніципалітетом Вагуш. На заході омивається водами Атлантичного океану.

### Клімат
| Клімат Іляву            | Клімат Іляву | Клімат Іляву | Клімат Іляву | Клімат Іляву | Клімат Іляву | Клімат Іляву | Клімат Іляву | Клімат Іляву | Клімат Іляву | Клімат Іляву | Клімат Іляву | Клімат Іляву | Клімат Іляву |
| Показник                | Січ.         | Лют.         | Бер.         | Квіт.        | Трав.        | Черв.        | Лип.         | Серп.        | Вер.         | Жовт.        | Лист.        | Груд.        | Рік          |
| Середній максимум, °C   | 13,5         | 14,3         | 16,2         | 17,5         | 19,6         | 22,7         | 24,7         | 25,0         | 24,0         | 20,9         | 16,7         | 13,9         | 19,1         |
| Середня температура, °C | 9,3          | 10,1         | 11,5         | 12,9         | 15,1         | 18,1         | 19,9         | 19,8         | 19,0         | 16,2         | 12,3         | 9,9          | 14,5         |
| Середній мінімум, °C    | 5,1          | 5,9          | 6,8          | 8,3          | 10,6         | 13,5         | 15,0         | 14,6         | 13,9         | 11,4         | 7,9          | 5,9          | 9,9          |
| Днів з опадами          | 14           | 13           | 11           | 10           | 9            | 6            | 2            | 3            | 6            | 10           | 12           | 12           | 108          |
| ----------------------- | ------------ | ------------ | ------------ | ------------ | ------------ | ------------ | ------------ | ------------ | ------------ | ------------ | ------------ | ------------ | ------------ |
| Джерело: www.yr.no      |              |              |              |              |              |              |              |              |              |              |              |              |              |

## Історія
Територія Іляву була заселена з античних часів. Місцеві поселення були тісно пов'язані з Атлантичним океаном. У них почергово мешкали фінікійці, греки, римляни, а також північні європейці, що займалися морськими промислами.
Вперше Ілляву згадується як «містечко Іліяво» (villa Iliauo) у хроніках Коїмбрського собору, у статтях датованих 1037—1065 роками. Точна дата заснування поселення невідома, проте станом на 1095 рік воно достеменно існувало.
1296 року португальський король Дініш надав Іляву форал, яким визнав за поселенням статус містечка та муніципальні самоврядні права.
1824 року в Іляву була збудована фабрика Віста-Алегре, що стала відомою завдяки виробництву скла і порцеляни.
9 серпня 1990 року Іляву отримало статус міста.

## Населення
| Кількість мешканців | Кількість мешканців | Кількість мешканців | Кількість мешканців | Кількість мешканців | Кількість мешканців | Кількість мешканців | Кількість мешканців | Кількість мешканців | Кількість мешканців | Кількість мешканців | Кількість мешканців | Кількість мешканців | Кількість мешканців | Кількість мешканців |
| ------------------- | ------------------- | ------------------- | ------------------- | ------------------- | ------------------- | ------------------- | ------------------- | ------------------- | ------------------- | ------------------- | ------------------- | ------------------- | ------------------- | ------------------- |
| 1864                | 1878                | 1890                | 1900                | 1911                | 1920                | 1930                | 1940                | 1950                | 1960                | 1970                | 1981                | 1991                | 2001                | 2011                |
| 8 210               | 8 601               | 11 276              | 13 163              | 14 544              | 15 518              | 17 709              | 18 850              | 21 513              | 25 108              | 24 108              | 31 383              | 33 235              | 37 209              | 38 598              |

## Парафії
1. Гафаня-да-Енкарнасан
2. Гафаня-да-Назаре
3. Гафаня-ду-Карму
4. Іляву

## Економіка
Основними галузями економіки Іляву є рибальство, виробництво порцеляни, туризм.

## Міста-побратими
Іляву підтримує дружні стосунки з такими містами:
1. – Сент-Джонс, Канада (1998)
2. – Ньюарк, США (2000)
3. – Параті, Бразилія (2000)
4. – Куксгафен, Німеччина (2002)
5. – Нью-Бедфорд, США (2005)
6. – Гріндавік, Ісландія (2005)
7. – Іхтіман, Болгарія (2007)
8. – Фуншал, Португалія (2008)